# 立川談志 (名跡)
立川 談志（たてかわ だんし）は、落語家の名跡。七代目の没後は空き名跡となっている。
- 初代立川談志 - 後：二代目菅良助
- 二代目立川談志 - 後：宇治新口。こちらの談志の方が初代だとする説もある。
- 三代目立川談志 - 「花咲爺の談志」
- 四代目立川談志 - 「釜掘りの談志」
- 五代目立川談志 - 後：柳家金太夫
- 立川談志 -  五代目と六代目の間に東西会に所属していた談志がいたようであるが詳細不明
- 六代目立川談志 - 「反対俥の談志」「俥屋の談志」「お結構の談志」
- 七代目立川談志 - 20世紀末から21世紀初頭現在「談志」、「立川談志」と言えば一般的に七代目のことを指す。落語立川流家元。

ただし、四代目桂文之助が1916年に著した『古今落語系図一覧表』では、のちに宇治新口を名乗った談志が代数に入っておらず、花咲爺の談志が二代目、釜掘りの談志が三代目、金太夫の談志が四代目となっている。

## 7代目が5代目を自称した経緯
明治時代の寄席で人気を博していた釜掘りの談志（4代目）が初代を称し、俥屋の談志がそれに倣って4代目と称していたようなので、小ゑんは5代目というのは語呂が良く、さらに師匠5代目柳家小さんと代数が合うので丁度いいということで、5代目を名乗ることになった。
釜掘りの談志を初代と見なした場合、4代目になるはずの談志がなぜ5代目を称していたかというのは、本名恒川駒吉の談志と俥屋の談志の間にはもう一人談志がいたらしいため、その談志を代数に含めていたためではないかと思われる。また、花咲爺の談志（3代目）を初代とみなしたから5代目となった、とも言われる。